# كارل فيليب هاينريش بيستور
كارل فيليب هاينريش بيستور (بالألمانية: Carl Philipp Heinrich Pistor ) (و. 1778 – 1847 م) هو عالم فلك من ألمانيا . ولد في برلين .
توفي في برلين، عن عمر يناهز 69 عاماً.